# Pteraster alveolatus
Pteraster alveolatus is een zeester uit de familie Pterasteridae.
De wetenschappelijke naam van de soort werd in 1894 gepubliceerd door Edmond Perrier.